# Le Rouget-Pers
Le Rouget-Pers ist eine französische Gemeinde im Département Cantal und in der Region Auvergne-Rhône-Alpes und mit 1.288 Einwohnern (Stand: 1. Januar 2022). Die Gemeinde gehört zum Arrondissement Aurillac und zum Kantons Saint-Paul-des-Landes. 
Le Rouget-Pers wurde am 1. Januar 2016 aus den bis dahin eigenständigen Gemeinden Le Rouget und Pers gebildet.

## Lage
Le Rouget-Pers liegt etwa 14 Kilometer westsüdwestlich von Aurillac im Zentralmassiv, in der Châtaigneraie am Cère, der die Gemeinde im Nordwesten begrenzt. Umgeben wird Le Rouget-Pers von den Nachbargemeinden Saint-Gérons im Norden, Lacapelle-Viescamp im Nordosten, Omps im Osten, Saint-Mamet-la-Salvetat im Osten und Südosten, Cayrols im Süden, Roumégoux im Westen und Südwesten, La Ségalassière im Westen sowie Glénat im Westen und Nordwesten.

## Gliederung
| Ortsteil                      | ehemaliger INSEE-Code | Fläche (km²) | Einwohnerzahl (2016) |
| ----------------------------- | --------------------- | ------------ | -------------------- |
| Pers                          | 15150                 | 16,05        | 280                  |
| Le Rouget (Verwaltungssitz)00 | 15268                 | 08,23        | 978                  |